# Andoquio de Saulieu
Andoquio (en francés: Andoche, Esmirna, siglo II-Saulieu, 177), fue un sacerdote, discípulo de Policarpo de Esmirna, mandado a evangelizar la Galia con el diácono Tirso, Benigno y Andéol, y que sufrió martirio por su fe en la ciudad de Saulieu en Côte-d'Or en el Morvan.

## Biografía
Andoquio, era un sacerdote, uno de los evangelizadores de la región de Autun con Tirso, diácono, procedente de Esmirna a petición de Policarpo, obispo de Esmirna.
Llegaron a Marsella y subieron por el Ródano hasta Lyon de donde partió Andéol para evangelizar hacia Vivarais. Andoquio y Tirso partieron hacia Autun donde fueron recibidos por Fausto, uno de los primeros senadores de la ciudad.
Fue cuando salieron de Autun cuando fueron arrestados, encarcelados en Saulieu (Sedelocus) y asesinados con un garrote por los romanos, en 177 cuando Marco Aurelio hizo escala en la ciudad, en compañía de Félix, un comerciante de Autun, con sede en Saulieu, que les acogió.
Fausto, acompañado de su hijo Symphorien, habría resguardado entonces sus cuerpos en un sarcófago de mármol de Carrara, luego los habría enterrado en secreto en la cripta de San Andoche y sobre la que se erigió una primera basílica. Muy rápidamente se dio un culto a los restos de los mártires, atrayendo a muchos peregrinos y fieles que acudieron a venerar las reliquias.

## Edificios religiosos bajo su advocación
- Abadía de Saint-Andoche (Autun)
- Basílica de Saint-Andoche (Saulieu)
- Iglesia de Saint-Andoche (Blanot)
- Iglesia de Saint-Andoche (Oulon)

## Localidades
- Fouvent-Saint-Andoche

## Iconografía
- San Andoche , San Thyrse, y San Félix, mártires, fiesta el , grabado, sol; a: 15,5 cm x l: 16 cm de Ludovic Alleaume
- Jacques Callot, “Martyre de saint Andoche et saint Thyrse”, las imágenes de los santos, impresión BnF, 1636[4]
- Vitral en la Capilla de Saint-François-de-Sales en Dijon
- Catedral de Saint-Bénigne de Dijon:
  - Vidriera central del ábside, fila inferior a la izquierda: San Andoche, obra de Édouard Didron
  - Vidriera "Escuela Apostólica de Esmirna", con la representación de Andoche, Thyrse, Andéol, Bénigne.
  - Vidriera: `` Partida de los santos en misión: Bénigne, Andoche, Thyrse, Andéol
- Basílica de Saint-Andoche de Saulieu:
  - Vitral `` St Félix da la bienvenida a St Andoche y St Thyrse 
  - Tumba de San Andoche debajo del altar